# Leiosaurus paronae
Espèce
Synonymes
- Aporopristis paronae Peracca, 1897

Leiosaurus paronae est une espèce de sauriens de la famille des Leiosauridae.

## Répartition
Cette espèce se rencontre dans le sud du Brésil, au Paraguay et dans la province de Mendoza en Argentine.

## Étymologie
Cette espèce est nommée en l'honneur de Corrado Parona (1842–1922).

## Publication originale
- Peracca, 1897 : Intorno ad un nuovo genere di Iguanide del Brasile. Bollettino dei Musei di Zoologia ed Anatomia comparata della Reale Università di Torino, vol. 12, no 299, p. 1-3 (texte intégral).